# 由利町
由利町（ゆりまち）は秋田県南部に位置していた町。
2005年3月22日、本荘市および他の由利郡6町（岩城町、大内町、西目町、東由利町、矢島町、鳥海町）と合併し、由利本荘市となった。

## 地理
- 河川: 子吉川
- 湖沼: 大谷地池

### 隣接していた自治体
- 本荘市
- 由利郡：東由利町、矢島町、仁賀保町、西目町

## 歴史
- 1955年（昭和30年）3月1日 - 由利郡東滝沢村・西滝沢村・鮎川村の3村が合併し、由利村として誕生。
- 1960年（昭和35年）11月1日 - 町制施行により由利町となる。
- 2005年（平成17年）3月22日 - 本荘市および他の由利郡6町（岩城町、大内町、西目町、東由利町、矢島町、鳥海町）と合併し、由利本荘市となり消滅。

## 教育
- 由利町立前郷小学校
- 由利町立西滝沢小学校
- 由利町立鮎川小学校
- 由利町立由利中学校
- 由利町立由利小学校
- 由利町立鮎川中学校
- 由利町立前郷中学校
- 由利町立西滝沢中学校

## 交通

### 鉄道
- 由利高原鉄道
  - 鳥海山ろく線 - 鮎川駅 - 黒沢駅 - 曲沢駅 - 前郷駅 - 久保田駅 - 西滝沢駅 - 吉沢駅

### 道路
- 一般国道
  - 国道108号

## 出身有名人
- 植村伴次郎（東北新社創業者[1]）
- 加藤良三（プロ野球コミッショナー）
- クリスタルな洋介（漫画家）
- 小松晃（元日本代表サッカー選手、現サッカー指導者）
- 畠山啓（元ユース日本代表サッカー選手、現サッカー指導者）